# Irish Countrywomen's Association
L'Irish Countrywomen's Association (en irlandais Bantracht na Tuaithe) est la plus grande association de femmes en Irlande, avec plus de 15 000 membres. Fondée en 1910, son objectif est d'apporter aux femmes des opportunités sociales et éducationnelles et d'améliorer la qualité de vie rurale et urbaine en Irlande. Son siège se trouve à Dublin. Il s'agit de l'une des plus vieilles organisations de ce genre au monde.

## Histoire
L'Irish Countrywomen's Association (ICA) est fondée en 1911 par Anita Lett et Ellice Pilkington, l'arrière petite-fille de Henry Grattan, sous le nom de « Society of United Irishwomen », inspiré du travail de Horace Plunkett. En 1935, l'organisation change de nom et devient l'Irish Countrywomen's Association, pour éviter toute association avec le parti nationaliste « United Ireland ».
Pour lutter contre l'antiféminisme omniprésent au XXe siècle en Irlande[réf. nécessaire], l'association s'efforce d'apprendre et d'encourager les femmes au foyer à établir des industries à domicile, à entretenir leur maison, à apporter une alimentation équilibrée à leur famille, et à avoir un rôle actif dans la vie publique et intellectuelle. Dès ses débuts, l'un des objectifs de l'association est de développer une identité artistique et artisanale irlandaise.
Au cours du XXe siècle, l'ICA s'implique dans la promotion de la santé, de l'éducation, et de l'accès aux services de base dans toute l'Irlande. Elle travaille avec le groupe ESB lors du déploiement de l'électricité dans les zones rurales irlandaises, dans les années 1950 et 1960.
L'association organise des cours d'artisanat et de compétences dans le centre An Grianán in Termonfeckin, dans le comté de Louth. Le centre est acheté grâce aux fonds assurés par le sous-comité de l'ICA qui s'occupe des « cours résidentiels », fondé en 1953 par Muriel Gahan et Kathleen Delap, et présidé par Máirín Beaumont. Le centre a un pavillon de jardin, baptisé en l'honneur de la présidente de l'ICA qui a supervisé le projet du centre plusieurs années avant son ouverture, Lucy Franks.

## Travaux récents
Deux de ses anciennes présidentes, Kit Ahern et Peggy Farrell, ont été nommées par le Taoiseach pour exercer au Seanad Éireann, la Chambre haute de l'Oireachtas (le parlement irlandais). Une troisième, Patsy Lawlor, a été élue au panel de la culture et de l'éducation en 1981.
L'organisation mène actuellement une campagne en faveur des femmes qui reçoivent un mauvais diagnostic de cancer, et a organisé en décembre 2007 un rassemblement de 1 100 femmes à Dublin, parmi de nombreux autres rassemblements qui ont eu lieu en Irlande.